# 泰坦巨蟒属
泰坦蚺屬（學名：Titanoboa，意即「極大的蚺蛇」）是一個生活在古新世（約 6,000 至 5,800 萬年前）哥倫比亞東北部瓜希拉省的無毒、肉食性蚺类。已知的唯一種塞雷洪泰坦蚺（T. cerrejonensis）也是已知最大的蛇。把它石化的脊椎骨與現代蛇比較，研究人員估計其最大全長14米（46英呎），體重超過1,100公斤（2,400磅），身體最粗處厚達1米（3.3英呎）。它可能是以鱷魚為食的。

## 發現
二十八條巨蚺的化石是在2009年在哥倫比亞北部的塞雷洪煤礦被發現的。在此以前，在南美洲昔日的熱帶地區很少有古新世的脊椎動物被發現。
此種是由佛羅里達大學研究脊椎動物的古生物學家約納森·希洛克（Jonathan Bloch）和巴拿馬史密森尼熱帶研究所的古植物學家卡洛斯·哈拉米約（Carlos Jaramillo）率領的國際科學考察隊伍發現的。

## 體型與溫度的關係
由於蛇是變溫動物，這項發現也暗示了:當時的其生活的熱帶地區比研究人員原先估計的更溫暖，平均氣溫為 32℃（90°F）。只有這樣的氣候才能讓蛇長得這麼大。而目前當地的年平均氣溫為 28℃。
然而，一些研究人員不同意上述估計。例如，2009年在“自然”雜誌上的研究，應用上述的數學模型在溫帶澳大利亞古蜥蜴化石，預測目前生活在熱帶地區的蜥蜴應該能夠達到33英尺，所以顯然不是這樣的。 
另一個在同一期雜誌上馬克·丹尼（生物力學方面的專家）發表的批評指出，這種蛇是如此之大並且產生這麼多的代謝熱量，環境溫度必須比目前的溫度低四到六度，否則蛇會有過熱的危險。

## 體型比較

數種蛇與人類的體型比較，包括泰坦巨蟒（紫色）、非洲巨蟒（紅色）、網紋蟒（淺綠色）及森蚺（深綠色）

二十八條蛇中最大的八條重約 2,500 磅（1,136 公斤），體長 12—15 米（37—50 英呎）。而現存最大的蛇，包括長約 7.5 米（24 英呎）的森蚺（最重的蛇）和長約 9.9 米（32.5英呎）的網紋蟒（最長的蛇）。而現存最小的蛇，卡拉細盲蛇，身長只有10 公分（4 英吋）。此前最長的化石蛇，是非洲巨蟒，出土自埃及，長 10 米。

## 外部連結
- . 新華社. 2009年2月5日  [2009年2月6日]. （原始内容存档于2009年2月8日）.